# Natàlia Gisbert Abad
Natàlia Gisbert Abad (Alcoi, 27 d'abril de 1990) és una escriptora valenciana de novel·la negra, autora de Vi i veritat, guanyadora del premi Isabel-Clara Simó de Novel·la Ciutat d'Alcoi i de Després del salt, guanyadora del premi Enric Valor de Novel·la en valencià.

## Obres
- Vi i veritat segueix la inspectora Maia Serra en la investigació de la desaparició d’una jove, destapant una trama criminal que sacseja la seva visió del món.[3]
- Un record d'infantesa explora un tràgic passat que connecta Tereseta amb la mare de Lliris, posant el focus en la salut mental.[4]
- Després del salt narra la lluita de Júlia Pastor per esbrinar la veritat darrere la misteriosa mort de la seva germana Sofia, que inicialment es considera un suïcidi.[5]